# Watergordijn
Het Watergordijn is een artistiek kunstwerk in Amsterdam-Centrum.
Architect Hans Hagenbeek ontwierp voor het Zuiderkerkhof een aantal nieuwbouwwoningen, nadat de bebouwing was afgebroken ten behoeve van bouw van de Oostlijn van de Amsterdamse Metro. Die nieuwbouw tussen het Zuiderkerkhof en de Sint Antoniebreestraat staat deels op de ondergrondse metrotunnels. Dit had tot gevolg dat de bebouwing gebouwd moest worden rondom een gigantische ontluchtingskoker van het Gemeentelijk Vervoerbedrijf.
Hagenbeek fleurde die ontluchtingskoker op met een watergordijn. Het watergordijn begint aan de bovenzijde met een boog waarin een glasplaat de drie Andreaskruizen uit het wapen van Amsterdam zijn te zien. Het water stroomt naar beneden vanuit een gleuf en langs spiegelende tegels. Het stort in een bassin in de vorm van een dubbel uitgevoerde halve cirkel van marmer. De bovenste halve cirkel houdt het water in het bassin, maar dient tevens als rugleuning van de zitbank van de onderste ring. Burgemeester Ed van Thijn onthulde de waterpartij op 24 maart 1984 tijdens de opening van het plein als geheel. De wand was in eerste instantie van tegels van roestvast staal met reliëf, maar die lieten door een verschil in de mate van uitzetting/krimp met het omringende beton los. Op kosten van het Gemeentelijk Vervoerbedrijf (eigenaar van de zuil) werden de tegels bij een renovatie vervangen door hardglas, waarbij er tevens een rubberen isolatielaag kwam tussen beton en glas.

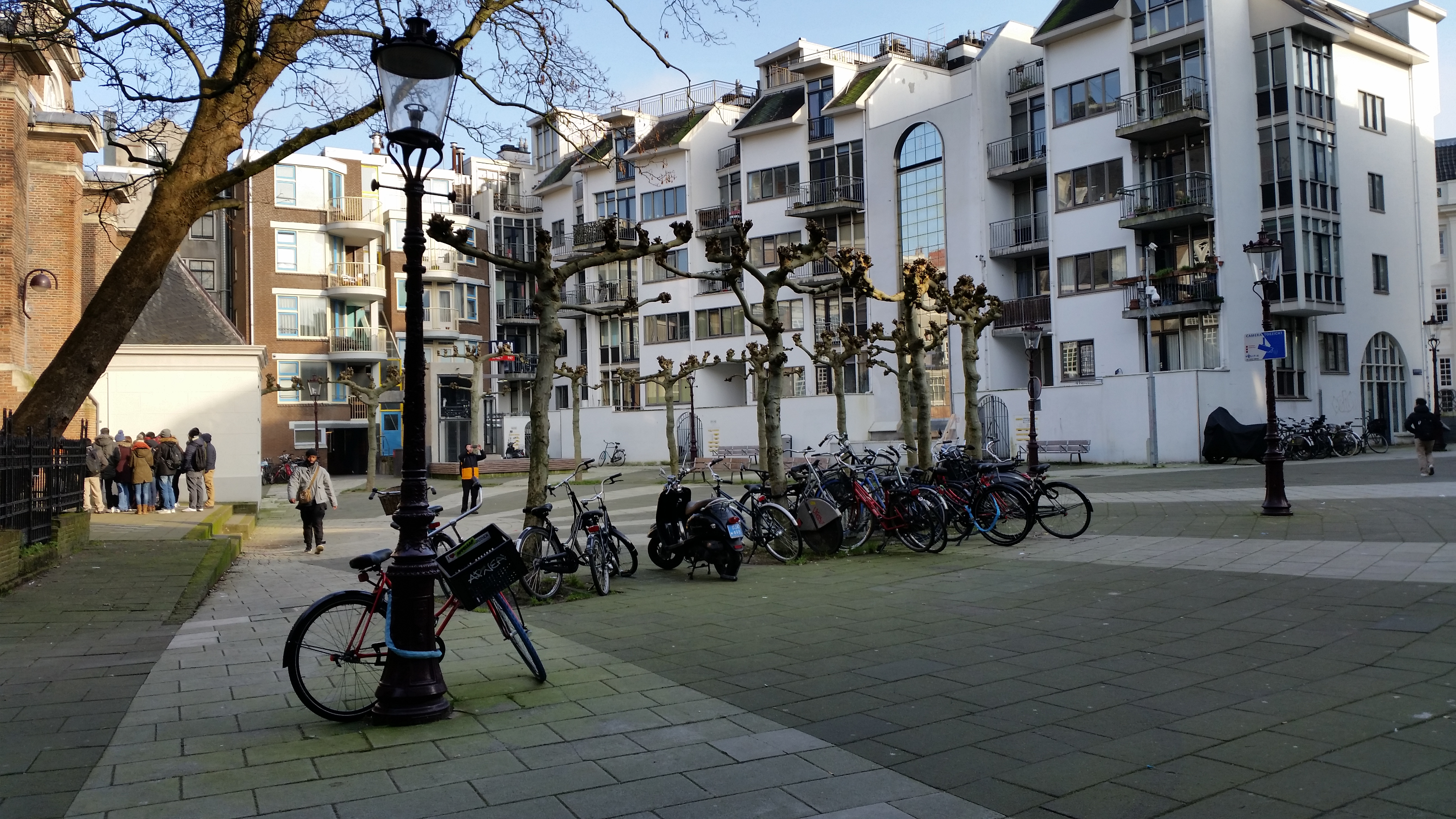
Zuiderkerkhof met de waterpartij rechts van het midden (januari 2020)

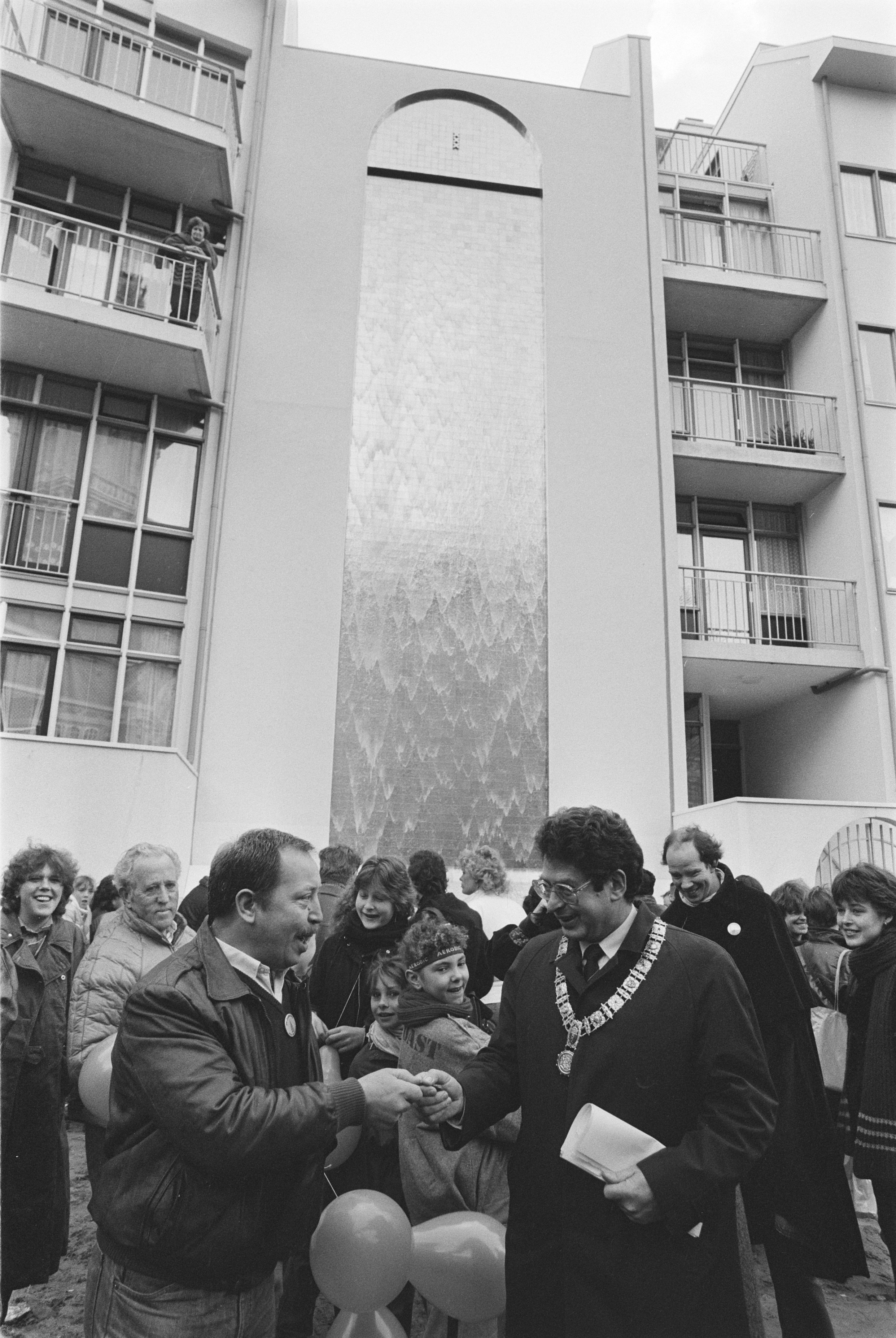
Waterval in gang gezet (1984)